# رود أندروود
رود أندروود (بالإنجليزية: Rod Underwood)‏ هو لاعب كرة قدم ومدرب كرة قدم أمريكي في مركز الوسط، ولد في 1968 في نيو أورلينز في الولايات المتحدة. لعب مع South Carolina Shamrocks ‏.